# Scytalopus urubambae
Scytalopus urubambae là một loài chim trong họ Rhinocryptidae.